# Route nationale 508a
La route nationale 508a ou RN 508a était une route nationale française reliant Clarafond-Arcine à Vulbens.
À la suite de la réforme de 1972, elle a été déclassée en RD 908a.

## Ancien tracé
- Clarafond-Arcine
- Chevrier
- Vulbens